# Fehérvár KC
Le Fehérvár Kézilabda Club, anciennement Cornexi-Alcoa Fehérvár KC, est un club hongrois de handball féminin de la ville de Székesfehérvár.

## Palmarès
compétitions internationales
- Coupe de l'EHF
  - Vainqueur en 2005
  - Demi-finaliste en 2002, 2014

compétitions nationales
- Coupe de Hongrie
  - Finaliste en 2006

## Joueuses célèbres
- Armelle Attingré : de 2019 à 2020
- Beatrix Balogh : de 2004 à 2008
- Nuria Benzal : de 2013 à 2014
- Andrea Farkas : de 2002 à 2003
- / Biljana Filipović-Bandelier : de 2015 à 2017
- Olga Gorchenina : de 2017 à 2019
- Orsolya Herr (en) : de 2015 à 2018
- Iana Jilinskaïté (en) : de 2017 à 2019
- Éva Kiss : de 2013 à 2015
- Anita Kulcsár : de 2001 à 2004
- Jelena Lavko-Živković : de 2016 à 2018
- Claudine Mendy : depuis 2016
- Alexandra do Nascimento : de 2017 à 2019
- Edina Őri : de 2002 à 2007
- Daniela Piedade : de 2016 à 2017
- Eszter Siti (en) : de 2008 à 2009 et de 2012 à 2014
- Beáta Siti : de 2002 à 2006
- Szabina Tápai : de 2002 à 2008
- Borbála Tóth Harsányi : dans les années 1970
- Krisztina Triscsuk : de 2005 à 2013
- Sabrina Zazaï : de 2019 à 2020